# Sagraea cinerea
Sagraea cinerea là một loài thực vật có hoa trong họ Mua. Loài này được (Cogn.) Alain miêu tả khoa học đầu tiên năm 1999.